# Mine d'uranium de Beverley
Pour les articles homonymes, voir Beverley.
La mine d'uranium de Beverley est un champ de lixiviation in situ de l'uranium situé dans l'État d'Australie-Méridionale. 